# グスタボ・ピッタルーガ
グスタボ・ピッタルーガ（Gustavo Pittaluga González del Castillo, 1906年2月8日 - 1975年）は、スペインの作曲家。
マドリード出身。父親はイタリア出身の医師でスペインに帰化した。法律と音楽を学び、マヌエル・デ・ファリャから大きな影響を受けた。1930年にフランス6人組にならって、サルバドール・バカリッセ、フリアン・バウティスタ、ホアン・ホセ・マンテコン、フェルナンド・レマーチャ、ローサ・ガルシア・アスコート、ロドルフォ・アルフテル、エルネスト・アルフテルらとともにスペイン8人組を結成した。
しかしスペイン内戦の結果、メキシコに逃れた。メキシコでは映画音楽を作曲し、ルイス・ブニュエル監督の映画『忘れられた人々』や『ビリディアナ』の音楽を担当した。1962年に帰国し、マドリードで政治から離れた生活を送った。
作風は最初はファリャの影響を受けていたが、その後イーゴリ・ストラヴィンスキーやフランス6人組の影響を受けて、20世紀のスペインにおける新古典主義音楽の代表者となった。また18世紀の作曲家ドメニコ・スカルラッティやマテオ・アルベニスの作品を研究し、その成果はギター曲『マテオ・アルベニス賛歌』にあらわれている。その他の作品には軍隊協奏曲、小組曲などがある。

## 文献
- CATALÁ, Rafael: Spanish Guitar Music from the Generation of 27. The Legacy of Manuel de Falla. Vol. 1. Heildelberg: Chanterelle, 2007.
- MONTSALVATGE, Xavier: «Ha muerto el compositor Gustavo Pittaluga. Desaparece un músico conspicuo representante de la Generación de la República», La Vanguardia, 14 de octubre de 1975, pág. 63.